# Notograptus guttatus
Notograptus guttatus è un pesce osseo di acqua salata del genere Notograptus.

## Descrizione
Può essere lungo fino a 10 cm. Presenta diverse macchie scure sulla superficie della testa.

## Distribuzione e habitat
È distribuito ad est delle coste filippine, ad est del Borneo, vicino alle coste settentrionali australiane e al largo della Papua Nuova Guinea.